# Slumafia
Slumafia è il secondo extended play collaborativo dei rapper americani Yelawolf e DJ Paul. È stato rilasciato il 16 aprile 2021 da Slumerican e Scale-A-Ton. L'album riunisce Yelawolf con il collaboratore DJ Paul, dei Three 6 Mafia, che ha prodotto l'intero EP. Questo segna il secondo progetto di Yelawolf ad essere interamente prodotto da DJ Paul, dopo l'uscita dell'extended play del 2013, Black Fall.
Le sessioni di registrazione dell'album si sono svolte presso lo studio di registrazione House of Blues di Nashville, nel Tennessee, alla fine del 2020, dopo che la registrazione di Yelawolf Blacksheep è stata completata. Sebbene sia stato il terzo progetto di Yelawolf ad essere pubblicato nel 2021, è stato l'ultimo album ad essere registrato in questo periodo. Oltre a DJ Paul e Caskey, l'album vede la partecipazione di Badd Wolf, Big Henri, Bray, Gangsta Boo, Seed of the 6ix e PRETTY SHY.
Il nome dell'album è una combinazione tra l'etichetta discografica di Yelawolf, Slumerican, e il gruppo hip hop di DJ Paul, Three 6 Mafia.

## Tracce
1. "Trans Am" - 3:35 (testo: P. Beauregard, M. Atha)
2. "Tote The Bag" (feat. DJ Paul) - 3:04 (testo: P. Beauregard, M. Atha)
3. "Lucchese" (feat. Badd Wolf) - 3:36 (testo: P. Beauregard, M. Atha, A. Thompson)
4. "Still the Man" - 2:59 (testo: P. Beauregard, M. Atha)
5. "Don't Need a Cup" - 4:15 (testo: P. Beauregard, M. Atha)
6. "Slumafia" (feat. Big Henri, Bray, Gangsta Boo, Seed of 6ix) - 5:52 (testo: P. Beauregard, M. Atha, A. Thompson, T. Dunigan, R. Dunigan Jr., J. Henry, R. Byers, L. Mitchell)
7. "Super Geek" - 3:27 (testo: P. Beauregard, M. Atha)
8. "Head Banger" (feat. PRETTY SHY, Caskey) - 4:59 (testo: P. Beauregard, M. Atha, S. Scales, B. Caskey)